# Tăișul sabiei
Tăișul sabiei (2006) (titlu original The Blade Itself) este romanul de debut al scriitorului britanic Joe Abercrombie, reprezentând prima carte a trilogiei Prima Lege. Citatul care deschide prima parte a cărții, "Tăișul sabiei incită la acte de violență" este preluat din Odiseea lui Homer.

## Intriga
Logen Nouădegete, barbarul nordic supranumit "Sângerosul Nouă", scapă cu viață de atacul unui grup de shanka (cunoscuți și sub numele de "capete-turtite"), dar este despărțit de grupul său. Spiritele, cu care el poate vorbi, îl informează că un mag din sud îl caută, așa încât Logen pornește într-acolo. Pe drum se întâlnește cu ucenicul magului, Malacus Quai, care îl conduce către Carleon, reședința lui Bayaz, Întâiul dintre Magi. Cei trei pornesc mai apoi spre Agriont, capitala Uniunii.
În Agriont, Sand dan Glokta - un fost spadasin renumit pe care anii petrecuți în temnițele gurkiene l-au lăsat infirm - este unul dintre inchizitorii de bază ai Arhilectorului Sult. Cu ajutorul celor doi acoliți ai săi, el distruge rețeaua prin care Ghilda Pânzarilor își crease un paradis financiar influent. În continuare, Arhilectorul îi încredințează misiunea de a-i urmări pe cei trei veniți din Carleon, pentru a demonstra că Bayaz nu este cine pretinde că este (un mag mult mai bătrân decât oricare alt om, cu puteri uriașe), ci un șarlantan.
Însă Bayaz se dovedește a fi chiar cel care la ucis pe Kanedias, Creatorul, faptă despre care se povestește în legendele de demult. El plănuiește să facă o călătorie către Marginea Lumii, iar pentru asta are nevoie să adune un grup de însoțitori. Primul este ucenicul Malacus Quai, al doilea ucigașul Logen Nouădegete, iar al treilea se găsește între zidurile Agriontului. Este vorba de căpitanul Jezal dan Luthar din Garda Regelui, un tânăr cu perspective deosebite: o poziție socială bună, proaspăt câștigător al Turnirului, bun tovarăș de pahar și un favorit al femeilor. Sentimentele sale se îndreaptă însă către Ardee West, sora celui mai bun prieten al său, dar care nu are avere, nici poziție socială. În plus, atracția față de ea amenință relația de prietenie cu Collem West.
În nord, vicleanul Bethod se proclamă Rege și declară război Uniunii, atacând Englia. Fostul grup al lui Logen, format din căpetenii învinse de el în luptă, încearcă să îl avertizeze pe Bethod că, în goana lui spre sud, se lasă expus în fața capetelor-turtite. Autoproclamatul rege nu îi ascultă ci, dimpotrivă, le dorește moartea, iar asta îi determină pe viteji să ia decizia de a-și oferi serviciile Uniunii.
Nici în sud lucrurile nu stau tocmai bine. Imperiul Gurkian se pregătește să invadeze Dagoska, controlat din umbră de misteriosul Khalul. Ferro Maljinn este o femeie căreia împăratul i-a luat totul, în afara unui singur lucru: răzbunarea. Dar, în ciuda talentelor sale deosebite de luptătoare, este neputincioasă în fața devoratorilor Khalulului. Ea îl întâlnește pe Yulwei, un mag care o călăuzește spre Agriont, pentru a completa grupul lui Bayaz. La început, femeia este refractară la această idee, dar în cele din urmă acceptă. Lor li se alătură un navigator, Fratele Picior-Lung, care urmează să îi călăuzească pe mări în această întreprindere periculoasă.
Dar ei nu sunt singurii care părăsesc Agriontul. Collem West este trimis în fruntea unei armate pentru a-l înfrunta pe regele Bethod și a-l alunga din Englia, iar Sand dan Glokta primește de la Arhilectorul Sult misiunea de a merge în Dagoska și a încerca să dejoace planurile de cucerire gurkiene.

### Capitolele cărții
| Sfârșit - Supraviețuitorii - Întrebări - O singură cale - Un joc periculos - Dinți și degete - Vastul și pustiul Nord - Exerciții de scrimă - Ritualul de dimineață - Întâiul dintre magi - Omul bun - În arenă - O ofertă și un dar - Regele Oamenilor Nordului - Un drum între doi dentiști - Capete-turtite - Cursul iubirii adevărate - Cum sunt dresați câinii - Ceai și răzbunare - Chipul libertății - Dreptatea regelui | - Cale de scăpare - Trei semne - Prăvălia de costume - Barbari la poartă - Următorul - Mai bine decât moartea - Bătător la ochi - Întrebări - Noblețe - Lucru necurat - Vorbe și praf - Remarcabilele talente ale fratelui Picior-Lung - O femeie ca ea înfruntă orice - Mă iubește... nu - Sămânța - Să nu pui niciodată prinsoare cu un mag - Publicul ideal - Casa Creatorului - Potaia nimănui - Fiecare om se venerează pe sine - Vechi prieteni - Înapoi în țărână - Suferință - Sângerosul Nouă - Uneltele pe care le avem |

## Lista personajelor
- Logen Nouădegete (supranumit Sângerosul Nouă) - vestit războinic din Nord capabil să vorbească cu spiritele
- Sand dan Glokta - fost spadasin renumit, câștigător al Turnirului, pe care cei șapte ani petrecuți în închisorile Împăratului din Gurkhul l-au lăsat schilod pe viață; revenit în Agriont, a devenit Inchizitor
- Jezal dan Luthar - căpitan în Garda Regelui, câștigător al Turnirului, tânăr de condiție socială bună căruia viața i-a oferit tot ce dorește
- Ferro Maljinn - războinică extrem de periculoasă din Sud, căreia Împăratul din Gurkhul i-a luat tot ce avea
- Bayaz - Întâiul dintre Magi, primul ucenic al lui Juvens și cel care l-a răzbunat după ce a fost ucis pe Kanedias Creatorul
- Collem West - maior în Garda Regelui, de condiție socială joasă, care a urcat ierarhic datorită calităților sale și a curajului dovedit în luptă, deși asta i-a atras antipatia aristocraților
- Malacus Quai - ucenicul lui Bayaz
- Ardee West - sora lui Collem West
- Oamenii Aleși - căpetenii ale Nordului învinse de Logen pe vremea când acesta lupta pentru Bethod, care l-au urmat apoi pe războinic în luptele pe care le-a purtat. Toți sunt războinici de temut și, după ce au Logen a dispărut (eveniment pe care aceștia l-au interpretat ca însemnând moartea lui), au încercat să apere Nordul de shanka, apoi s-au pus în slujba Uniunii. Ei sunt: Copoiul - cu un simț olfactiv extrem de bine dezvoltat, Tul Duru Capdetunet - un om iute la mânie, Dow cel Negru - mereu nemulțumit și acționând după bunul plac, Grimm Ursuzul - care vorbește extrem de puțin,  Rudd Treicopaci - înțelept, devine conducătorul grupului după dispariția lui Logen și Forley Molâul - un fricos care se străduiește să facă pace între ceilalți și care se sacrifică pentru binele lor.
- Fratele Picior-Lung - navigator experimentat, ales de Bayaz să conducă expediția spre Marginea Lumii
- Arhilectorul Sult - conducătorul Inchiziției
- Lordul Șambelan Hoff - îi ține locul Regelui, care este incapabil să conducă
- Yulwei - un alt mag, care ascultă de ordinele lui Bayaz, chiar dacă nu este mereu de acord cu ele
- Severard și Frost - practicienii lui Glokta
- Burr - conducătorul armatei trimise de Uniune în Nord să lupte împotriva lui Bethod
- Varuz - mareșal însărcinat cu antrenarea lui Jezal
- Jalenhorm, Kaspa și Brint - colegi și prieteni ai lui West
- Goyle - Superior în cadrul Inchiziției, rival al lui Glokta

## Opinii critice
SFFWorld.com consideră Tăișul sabiei "un început promițător al unei noi serii fantasy a unui nou scriitor".
Siobhan Caroll remarcă faptul că autorul este "mai interesat de ceea ce se întâmplă în mintea personajelor, decât de rezultatul atacului unor bandiți ascunși după colț", apreciind că Abercrombie "își mânuiește foarte bine personajele, conferindu-le personajelor "bune" suficiente lipsuri ca să pară reale, iar personajelor "rele" suficientă omenie ca să putem simpatiza cu ele, în ciuda alegerilor pe care le fac". John Enzinas, în schimb, critică "lipsa personajelor feminine cu un scop propriu. El își justifică afirmația susținînd că "deși știe să realizeze personaje feminine, cum o demonstrează Ardee... ea (ca și cealaltă femeie din carte care are o poveste proprie) există doar ca modalitate de a motiva personajele principale (masculine)".